# غراهام ببكر
غراهام ببكر (بالإنجليزية: Graham Baker)‏ (3 ديسمبر 1958 بساوثهامبتون في المملكة المتحدة - ) هو مدرب كرة قدم ولاعب كرة قدم بريطاني في مركز الوسط. شارك مع منتخب إنجلترا تحت 21 سنة لكرة القدم. أما مع النوادي، فقد لعب مع مانشستر سيتي ونادي ساوثهامبتون ونادي فولهام ونادي ألدرشوت.

## وصلات خارجية
- غراهام ببكر على موقع قاعدة بيانات كرة القدم.إي يو (الإنجليزية)